# Alexander Steinbrecher
 (avril 2023).
Si vous disposez d'ouvrages ou d'articles de référence ou si vous connaissez des sites web de qualité traitant du thème abordé ici, merci de compléter l'article en donnant les références utiles à sa vérifiabilité et en les liant à la section « Notes et références ».
Alexander Steinbrecher, né le 16 juin 1910 à Brünn, en Autriche-Hongrie et décédé le 6 avril 1982 à Vienne est un compositeur autrichien connu pour ses opérettes, ses musiques de film et ses chansons à succès.

## Biographie
Après ses études secondaires, Alexander Steinbrecher étudie au Conservatoire de Prague avec Josef Suk, le beau-fils d'Antonín Dvořák. Après avoir terminé ses études de musique Steinbrecher travaille d'abord chez un éditeur de musique viennois. Pendant cette période, il a écrit ses premières chansons et de la musique de scène pour le théâtre.
En 1936, il compose la musique de la comédie Schneider im Schloss, sur des paroles Hans Weigel, en 1939, celle de la comédie viennoise  Die Gigerl'n von Wien et, en 1940, de Brillanten aus Wien. Dans cette opérette, Steinbrecher raconte l'histoire du joaillier Joseph Strasser, qui vivait dans la Josefstadt et est considéré comme l'un des inventeurs du strass. Suit en 1941, la comédie musicale Theres' und die Hoheit. En 1942, il obtient un succès considérable avec Meine Nichte Susanne, en particulier avec la chanson Unter einem Regenschirm am Abend.
En 1939, il épouse l'actrice Jane Tilden dont il divorcera plus tard.
À la fin de la Seconde Guerre mondiale Steinbrecher est engagé comme compositeur pour la radio de Salzbourg. Plus tard, il devient chef d'orchestre au Burgtheater de Vienne, où il écrit la musique de scène pour les comédies de Ferdinand Raimund et Johann Nestroy.
Parmi ses grands succès populaires de l'époque, les chansons Zwei aus Ottakring et Zwischen Simmering und Favoriten.
Alexander Steinbrecher décède à Vienne à l'âge de 72 ans, des suites d'une courte maladie. Il est enterré au cimetière de Neustift. En secondes noces, il avait épouse l'actrice Beatrix von Degenschild, mère du réalisateur Michael Haneke.

## Œuvres principales

### Pour la scène
- 1936: Schneider im Schloss
- 1939: Die Gigerl'n von Wien
- 1940: Brillanten aus Wien
- 1941: Theres' und die Hoheit
- 1942: Meine Nichte Susanne

### Lieder
- Ich kenn' ein kleines Wegerl im Helenental
- Zwei aus Ottakring
- Zwischen Simmering und Favoriten
- Unter einem Regenschirm am Abend
- Wann i nimmer singen kann de l'opérette Entweder oder
- Am Baum am Bach am Busch